# Distoleon marcida
Distoleon marcida är en insektsart som först beskrevs av Banks 1939.  Distoleon marcida ingår i släktet Distoleon och familjen myrlejonsländor. Inga underarter finns listade i Catalogue of Life.